# Jana Henke
Jana Henke (ur. 1 października 1973 w Löbau) – niemiecka pływaczka specjalizująca się w stylu dowolnym na długich dystansach, brązowa medalistka olimpijska 1992 z Barcelony na dystansie 800 m stylem dowolnym.
Dwukrotna mistrzyni Europy (1993 i 2002), a także dwukrotna brązowa medalistka mistrzostw świata (1991 i 2003). Henke jest 16-krotną mistrzynią Niemiec.